# 셰이머스 데버
셰이머스 데버(Seamus Dever, 1976년 7월 27일 ~ )는 미국의 배우이다.

## 출연 작품
- 캐슬 7 (2014)
- 캐슬 6 (2013)
- 캐슬 5 (2012)
- 레디 오어 낫 (2009)
- 캐슬 1 (2009)
- 아미 와이브즈 1 (2007)
- NCIS 시즌4 (2006)
- 할리우드랜드 (2006)
- 스레시홀드 (2005)
- CSI 라스베가스 시즌1 (2000)